# جنگ‌افزار هایپرسونیک

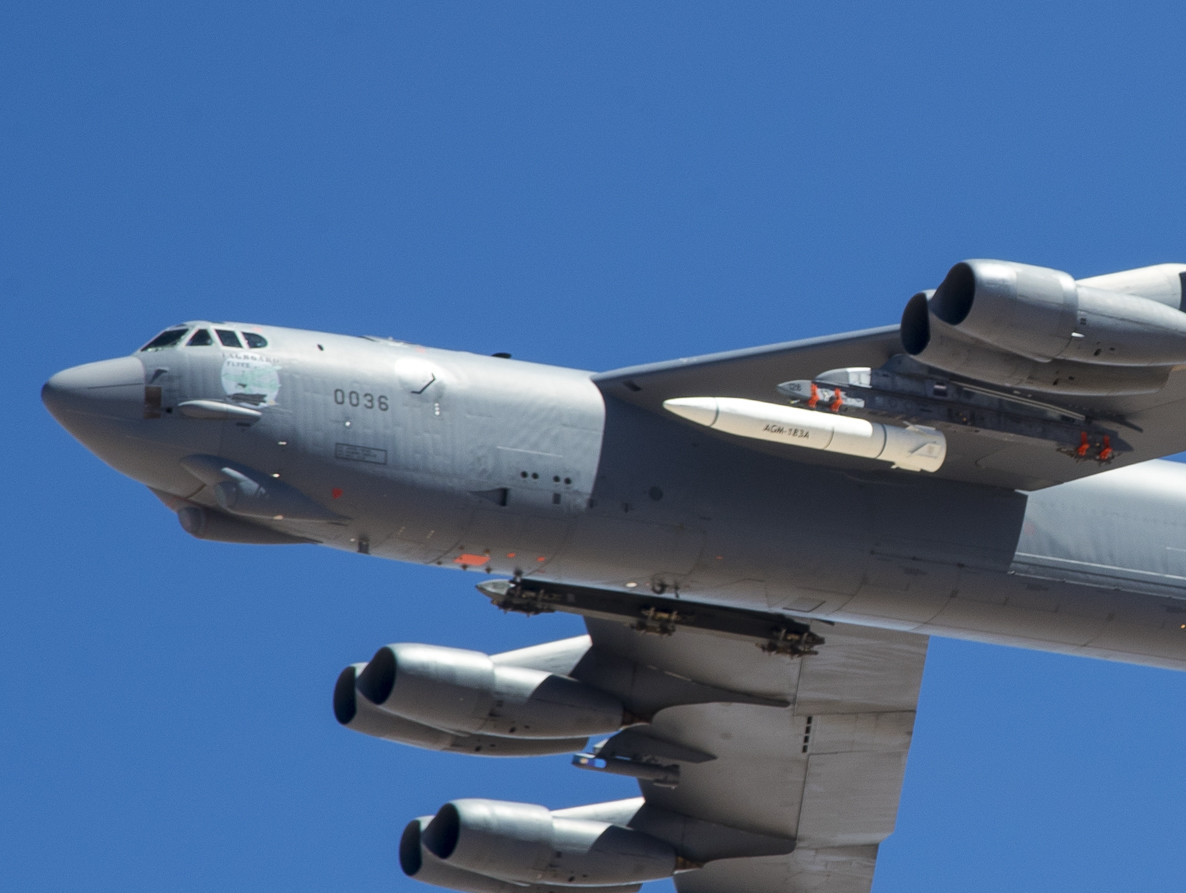
یک سلاح واکنش سریع هواپایه که توسط یک بمب‌افکن بی-۵۲ حمل می‌شود.

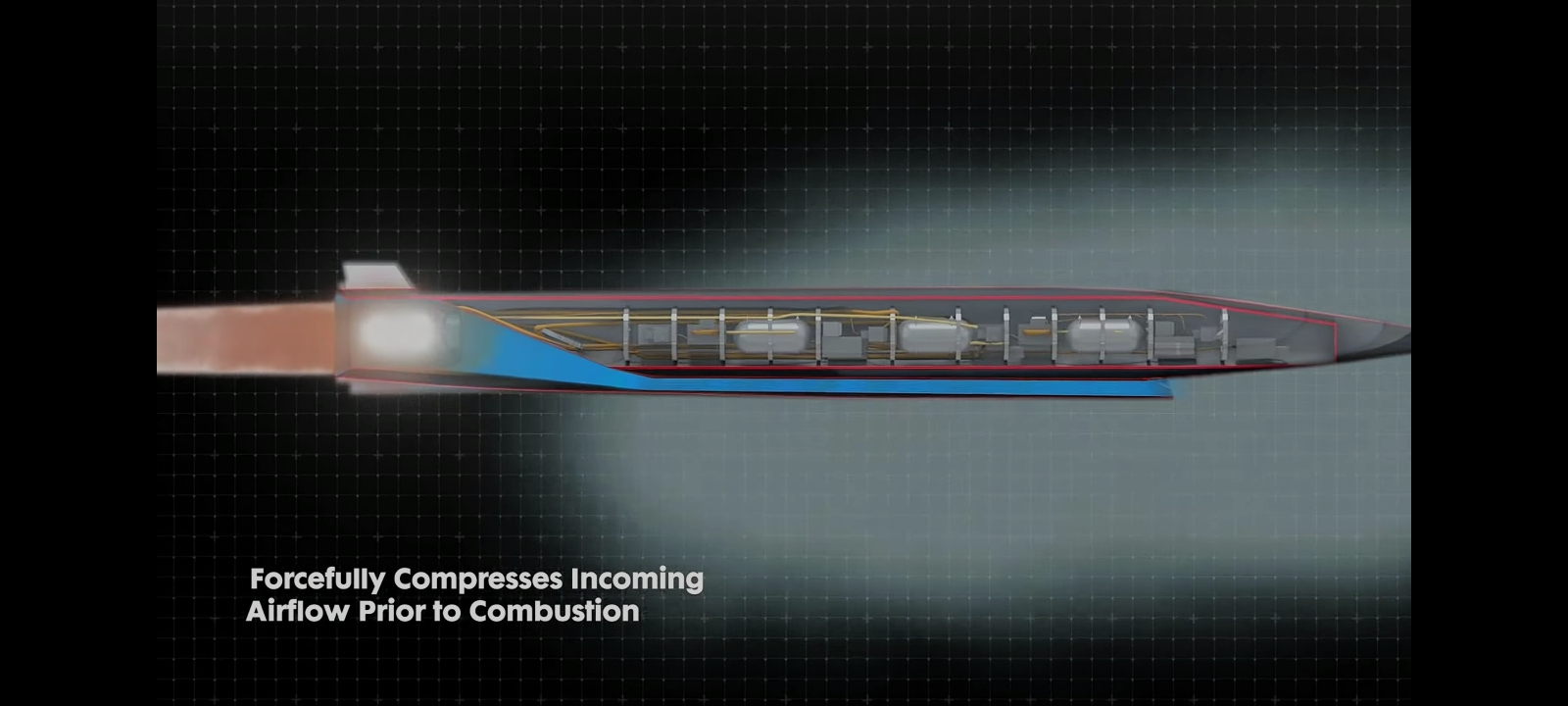
موشک کروز هایپرسونیک با موتور اسکرم‌جت

جنگ‌افزار هایپرسونیک (به انگلیسی: Hypersonic weapon) یا جنگ‌افزار برین‌صوتی، به جنگ‌افزاری می‌گویند که بتواند با سرعت هایپرسونیک، یعنی ۵ تا ۲۵ برابر سرعت صوت (حدود ۱٫۶ تا ۸ کیلومتر بر ثانیه) حرکت کند.
جنگ‌افزارهای هواپیمای سوپرسونیک  یا ابرصوتی با سرعتی کمتر حرکت می‌کنند. در سرعت هایپرسونیک، مولکول‌های جو اطراف به پلاسما تبدیل می‌شوند که هدایت و برقراری ارتباط را با جنگ‌افزار یا هواگرد دشوار می‌کند. جنگ‌افزار انرژی هدایت‌شده مانند لیزر ممکن است با سرعت‌های بالاتر عمل کند، اما آن را ردهٔ متفاوتی از جنگ‌افزار در نظر می‌گیرند.

## انواع
تاکنون چند نوع از جنگ‌افزار هایپرسونیک شناخته شده‌اند؛
1. اچ‌جی‌وی: کلاهک‌های موشکی که پس از مرحله پرتاب اولیه بالستیک با سرعت بالا در جو مانور می‌دهند و در جو می‌چرخند.[۳][۲]
2. موشک کروز هایپرسونیک: موشک‌های کروز که به‌کمک موتورهای هواتنفسی مانند اسکرم‌جت به سرعت‌های بالا می‌رسند.[۳][۲]
3. هواگردهای هایپرسونیک: به‌کمک موتورهای هواتنفسی مانند اسکرم‌جت به سرعت‌های بالا می‌رسند.[۲]
4. سلاح‌هایی که پرتابه‌های هدایت‌شونده توپ را شلیک می‌کنند. اینها ممکن است پیشرفت‌های توپخانه سنتی یا فناوری‌های جدید مانند ریل‌گان (توپ ریلی) باشد.[۲]
5. موشک‌های بالستیک که با سرعت بالا در هنگام ورود مجدد به جو حرکت می‌کنند.

## تاریخچه
Silbervogel اولین طرح برای یک سلاح هایپرسونیک بود که توسط دانشمندان آلمانی در دهه ۱۹۳۰ ساخته شد.
در تهاجم روسیه به اوکراین در سال ۲۰۲۲، روسیه تسلیحات عملیاتی در اختیار دارد و از آنها برای نبرد استفاده می‌کند. کرملین تسلیحات هایپرسونیک جدید خود را، «قادر به غلبه بر همه سامانه‌های دفاع موشکی خارجی» در کنار مفهوم بازدارندگی پیشاهسته‌ای توصیف می‌کند که بخشی از دکترین نظامی رسمی روسیه از سال ۲۰۱۴ است.

## برپایه کشور
بیشتر طرح‌های این فهرست آزمایشی یا پژوهشی هستند.

### آلمان
- شفکس ۲ (SHEFEX II): پژوهش و آزمایش یک اچ‌جی‌وی، با مدیریت مرکز هوافضای آلمان است.[۶][۷][۸]

### آمریکا
- AGM-183 ARRW: یک جنگ‌افزار واکنش سریع هواپایه برای نیروی هوایی که لغو شد.
- بوئینگ ایکس-۵۱
- Cannon-Caliber Electromagnetic Gun launcher
- پروژه فالکون دارپا (سامانه جنگ‌افزار هایپرسونیک (HWS))
- GAM-87 Skybolt (لغو شد)
- موشک کروز حمله مافوق صوت  (نیروی هوایی)
- سلاح مافوق صوت دوربرد (نیروی زمینی) و سامانه حمله سریع معمولی (دریایی) بوست-گلاید، هر دو از یک بدنه اچ‌جی‌وی معمولی (Hypersonic Glide) استفاده خواهند کرد.
- OpFires (دارپا)
- HALO تحت برنامه OASuW Inc 2 (نیروی دریایی)[۹][۱۰]
- پی‌جی‌اس (جنگ‌افزار هایپرسونیک پیشرفته)

### ایران
- فتاح - در تاریخ ۱۶ خرداد ۱۴۰۲ رونمایی شد.[۱۱][۱۲]
- فتاح ۲ - در تاریخ ۲۸ آبان ۱۴۰۲ رونمایی شد.[۱۳]

### برزیل
- ۱۴-ایکس

### چین
- CJ-100: یک موشک کروز برین‌صوت
- DF-ZF: کلاهک اچ‌جی‌وی که روی موشک DF-17 نصب شده‌است.
- YJ-21

### روسیه
- آوانگارد
- خا-۴۷ام۲ کینژال
- 3M22 Zircon

### ژاپن
- موشک کروز هایپرسونیک (HCM)[۱۴]
- اچ‌وی‌جی‌پی: موشک دارای کلاهک اچ‌جی‌وی

### فرانسه
- VMaX: نوعی اچ‌جی‌وی است که اولین آزمایش پروازی آن در ۲۶ ژوئن ۲۰۲۳ از سایت DGA در Biscarrosse فرانسه انجام شد.[۱۵]
- VMaX-2: نوعی اچ‌جی‌وی
- ای‌اس‌ان۴جی (به فرانسوی: Air-Sol Nucléaire de 4e Génération): یک موشک کروز هواپایه برای جانشینی ASMP در نقش بازدارندگی پیشا-استراتژیک

### کره جنوبی
- موشک کروز Hycore

### کره شمالی
- هواسونگ ۸: موشک دارای کلاهک اچ‌جی‌وی

### مشترک
- SCIFiRE: مشارکت استرالیا و آمریکا

### هند
- براهموس-۲
- اچ‌جی‌وی-۲۰۲اف
- اچ‌اس‌تی‌دی‌وی
- شوریا